# Oghamsteine von Wales

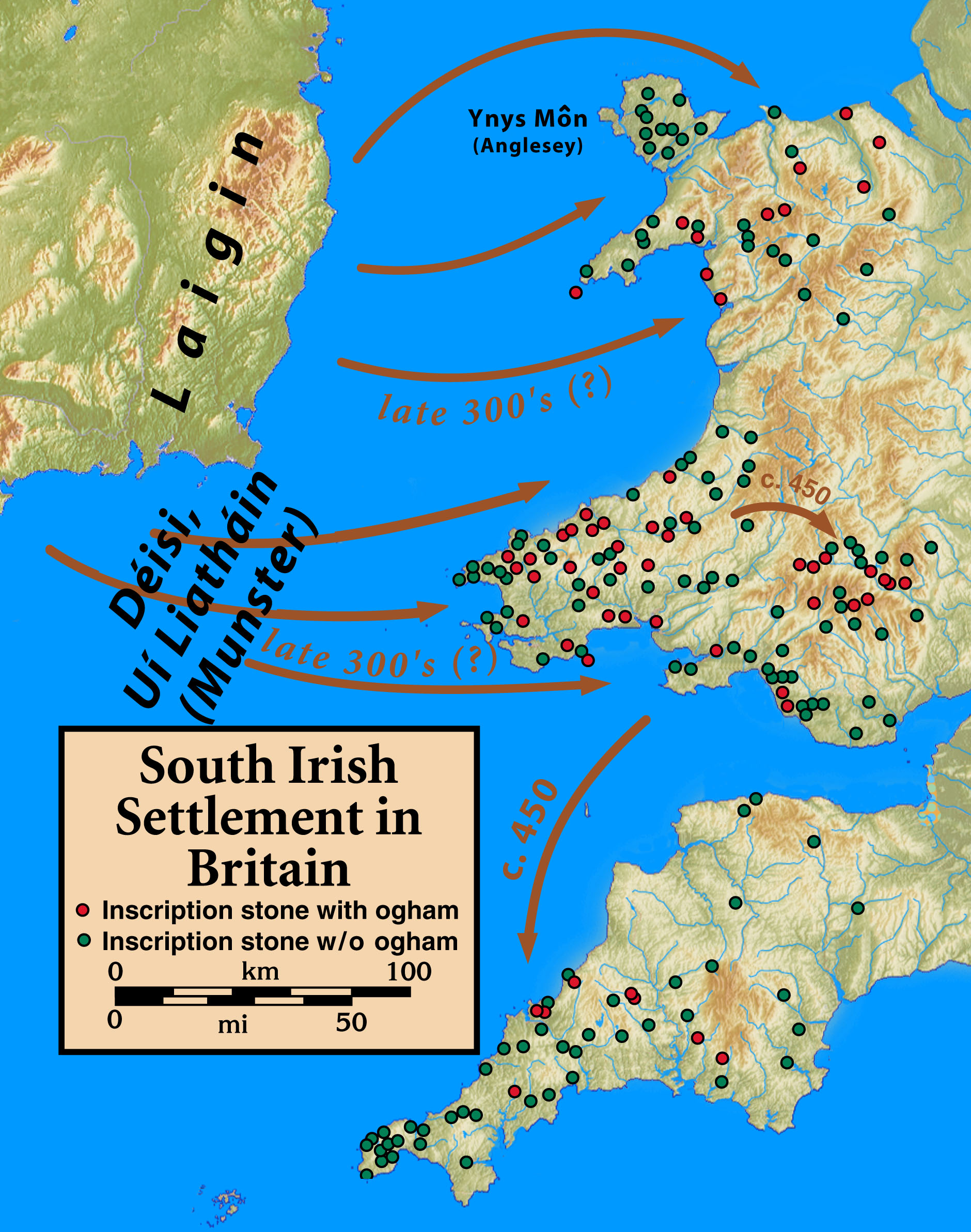
Oghamsteine und
irische Einfälle in Wales

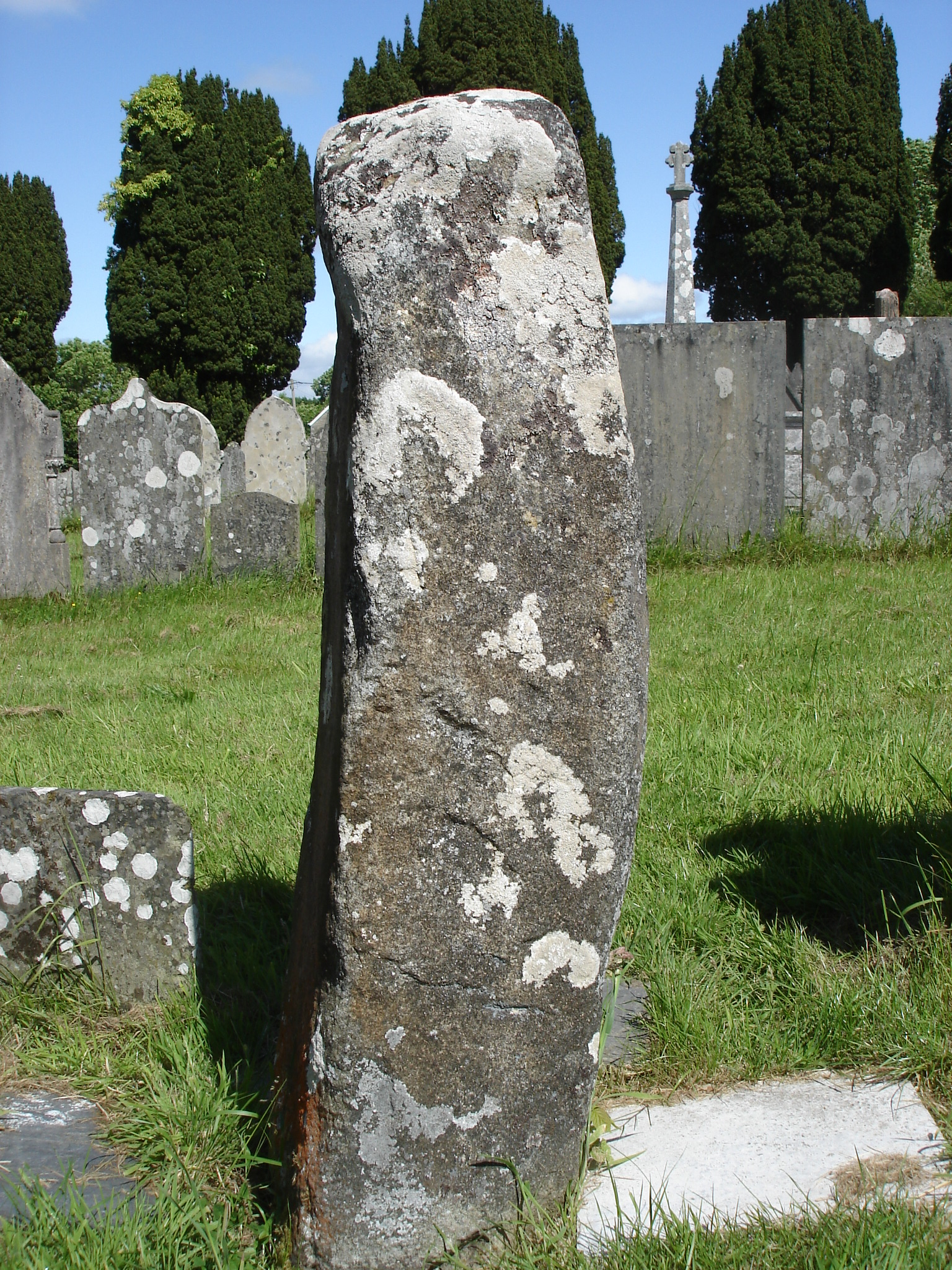
Oghamstein von Cilgerran in Pembrokeshire

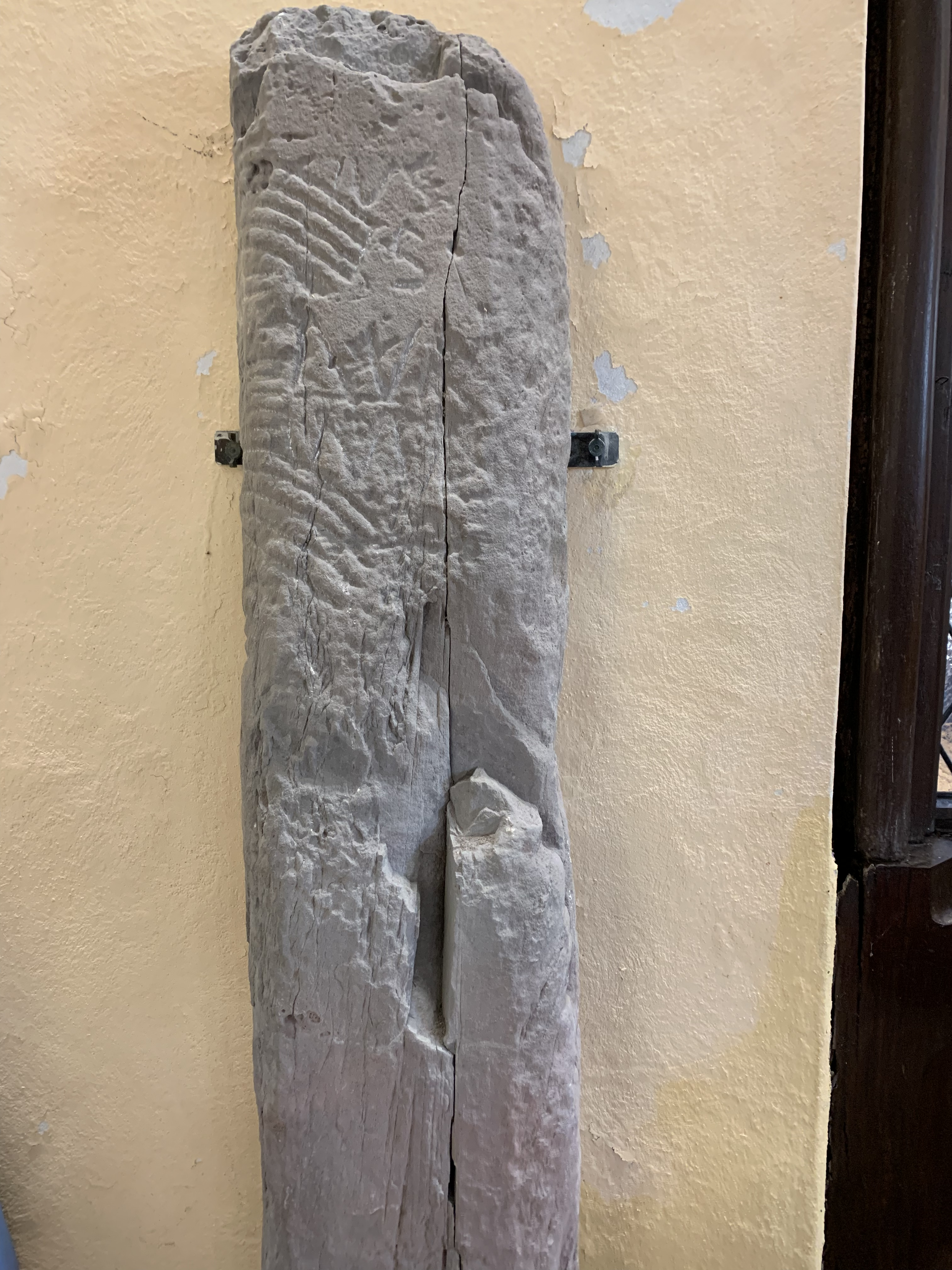
Oghamstein von Llywel in Powys

Die 35 gesicherten Oghamsteine von Wales sind die größte Anzahl von Oghamsteinen in einer Region außerhalb Irlands. Sie sind mit 32 in der Südhälfte und nur drei im Königreich Gwynedd im Norden ungleich verteilt. Die Verteilung ist eine Folge der politischen Entwicklung nach dem Abzug der Römer aus Britannien.

## Geschichte
Während des späten 4. und zu Anfang des 5. Jahrhunderts wechselten neben den Skoten (nach Schottland Dalriada) auch eine große Gruppe von Uí Liatháin und vor allem Déisi von Irland nach Großbritannien und siedelte sich in Wales, Cornwall und auf der Isle of Man an. Sie verdrängten in Südwales die herrschende Klasse der Demetae und gründeten die Königreiche Dyfed und Brycheiniog.
Es gab schon immer irische Angriffe auf den Norden von Wales, vor allem auf Anglesey und die Lleyn-Halbinsel (deren Name ist abgeleitet von Laigin: die Männer von Leinster), aber im späten 4. Jahrhundert und frühen 5. Jahrhundert gab es Widerstand gegen die irischen Einfälle, angeführt von Cunedda ap Edern (auch Cunedda Wledig) (dem Gründer des Königreichs Gwynedd), und es gelang den Iren nicht, die Kontrolle eines der Königreiche in Nordwales zu gewinnen.

## Beschreibung
Über 20 Steine sind im Königreich Dyfed (frühes 5. bis Anfang 10. Jahrhundert) konzentriert, das das Hauptzentrum der irischen Besiedlung in Wales war. Mindestens acht Oghamsteine wurden in Brycheiniog gefunden. Es gibt auch zwei Oghamsteine in Glywysing, was darauf deutet, dass sich die irische Besiedlung weit nach Osten erstreckte. Drei Ogham-Inschriften, die alle im Gebiet des Königreichs Gwynedd liegen, stammen aus Nordwales.
Die walisischen Oghamsteine wurden auf das 5. und 6. Jahrhundert datiert. Wie die meisten Oghamsteine in Cornwall und Devon haben sie eine Inschrift in lateinischer Sprache auf der Vorderseite des Steins; in Ogham haben sie eine Inschrift am Rande des Steins (Inschriftenstein von Cilgerran, Oghamsteine von Lewannick). Von den 35 Steinen in Wales haben nur fünf keine lateinische Inschrift (Efessangus-Stein). In allen Fällen nennt die Inschrift den Namen einer Person und gegebenenfalls den Namen des Vaters oder eine andere familiäre Beziehung der Person. In fast allen Fällen ist die Person männlich. In einem Fall bezieht sich die Ogham-Inschrift auf eine Tochter.